# Simulium rotundatum
Simulium rotundatum är en tvåvingeart som först beskrevs av Rubtsov 1956.  Simulium rotundatum ingår i släktet Simulium och familjen knott. Arten är reproducerande i Sverige. Inga underarter finns listade i Catalogue of Life.